# L. Frank Baum
Lyman Frank Baum (ur. 15 maja 1856 w Chittenango, zm. 6 maja 1919 w Hollywood) – amerykański pisarz, autor jednej z najpopularniejszych książek dla dzieci, Czarnoksiężnika z Krainy Oz.

## Dzieciństwo i młodość
Urodził się w Chittenango w (stanie Nowy Jork) jako siódme z dziewięciorga dzieci Cynthii Stanton i Benjamina Warda Bauma – bogatego biznesmena, który zdobył majątek na polach naftowych w Pensylwanii. Po stryju nadano mu imię Lyman, jednak wolał imię Frank. Chorowity, do dwunastego roku życia był wychowywany w domu z rodzeństwem. Później został wysłany do Peekskill Military Academy. Po dwóch nieudanych latach w akademii wojskowej i incydencie opisywanym jako zawał serca pozwolono mu powrócić do domu.
Od dzieciństwa fascynował się drukarstwem. Jego ojciec kupił mu tanią maszynę drukarską, więc razem z młodszym bratem, Harrym Clay Baumem, który zawsze trzymał się blisko Franka, stworzyli czasopismo „The Rose Lawn Home Journal”. Bracia opublikowali wiele numerów, do których dodawali reklamy. Do siedemnastego roku życia Baum zdołał założyć drugie amatorskie czasopismo, „The Stamp Collector”, wydrukował 11-stronicową broszurkę „Baum’s Complete Stamp Dealers’ Directory” oraz rozpoczął handel znaczkami ze swoimi przyjaciółmi.
W wieku młodzieńczym zainteresował się teatrem i sztuką, do których przywiązanie doprowadziło go później na krawędź bankructwa. W 18. roku życia lokalna grupa teatralna zobowiązała go do uzupełniania ich zapasu kostiumów z obietnicą głównych ról w przedstawieniach, których jednak nigdy nie dostał. Gdy zdał sobie sprawę, że go oszukano, Baum opuścił teatr – tymczasowo – by pracować jako urzędnik w firmie szwagra w Syracuse.
W wieku 20 lat zajął się hodowlą drobiu. W 1880 rozpoczął wydawanie czasopisma handlowego, „The Poultry Record”, a w 1886, mając 30 lat, opublikował pierwszą książkę: „The Book of the Hamburgs, A Brief Treatise upon the Mating, Rearing, and Management of the Different Varieties of Hamburgs”.
Grał w przedstawieniach pod pseudonimem Louis F. Baum. W 1880 jego ojciec uczynił go zarządcą własnych teatrów, decydującym o realizowanych sztukach i wybierającym aktorów, grających w nich. Wielki sukces przyniósł mu „The Maid of Arran” – melodramat oparty na popularnej powieści. Baum nie tylko napisał sztukę, ale również skomponował piosenki wykonywane na scenie i zagrał główną rolę.
Poślubił Maud Gage, córkę Matyldy Joslyn Gage, znaną z walki o prawa kobiet.

## Lata w Dakocie Południowej
Frank i Maud przenieśli się do Aberdeen (Dakota Południowa), gdzie otworzył sklep „Baum’s Bazaar”. Jego zwyczaj sprzedawania towaru na kredyt ostatecznie doprowadził sklep do bankructwa, a sam Baum zaczął pracować dla lokalnej gazety, „The Aberdeen Saturday Pioneer”, w której pisał w dziale „Our Landlady”.
Opis Kansas w Czarnoksiężniku z Krainy Oz jest oparty na doświadczeniach z pobytu autora w suchej Dakocie Południowej.

## Pisarstwo

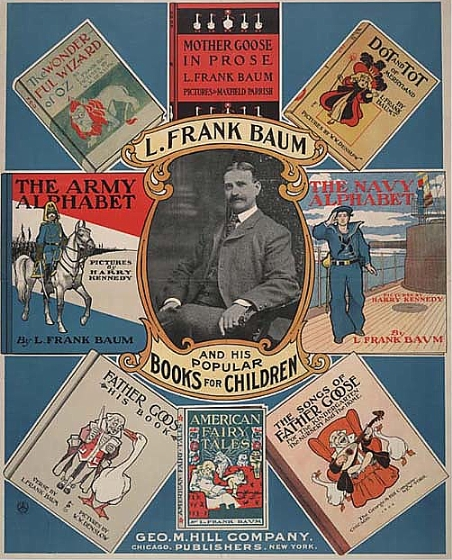
Promocyjny plakat „Popular Books For Children” („Popularne Książki Dla Dzieci”) Bauma, 1901

Po tym, jak w 1891 jego pismo z Aberdeen zbankrutowało, Baum został zmuszony do znalezienia nowego zatrudnienia. Wraz z rodziną przeniósł się do Chicago, gdzie zatrudnił się jako reporter w czasopiśmie „Evening Post". Gdy okazało się, że to zajęcie nie da mu środków wystarczających na utrzymanie, zatrudnił się jako przedstawiciel handlowy w chińskim przedsiębiorstwie. W 1897 założył czasopismo „The Show Window", w którym publikował swoje pomysły na kreatywne aranżacje witryn sklepowych. W tym samym roku napisał i opublikował książkę Mother Goose in Prose. Książka odniosła umiarkowany sukces wydawniczy, ale pozwoliła mu na zakończenie kariery przedstawiciela handlowego, które to zajęcie miało negatywny wpływ na jego samopoczucie. W 1899 opublikował kolejną książkę tej serii, Father Goose, His Book. Okazała się ona dużym sukcesem autora i uzyskała status bestsellera. W 1900 Baum napisał Czarnoksiężnika z Krainy Oz, a później 13 innych powieści opisujących miejsca i ludziach z Krainy Oz.
Wielokrotnie podczas pisania deklarował, że kolejna książka, którą tworzy, będzie tą ostatnią, oraz że poświęci się pracy przy innych książkach, w tym The Life and Adventures of Santa Claus, The Adventures of Father Goose i Queen Zixi of Ix. Jednak wzrastająca popularność, listy od dzieci oraz porażki wydawnicze nowych książek zawsze powodowały jego powrót do książek o Krainie Oz.
Ostatnia książka Bauma, Glinda of Oz, została opublikowana już po jego śmierci w 1919. Powieści, których akcja umieszczona jest w bajkowej Krainie Oz, były wciąż pisane przez innych pisarzy, szczególnie Ruth Plumply Thompson, która wydała dodatkowe 19 tomów.
Wszystkie jego powieści stały się publicznie dostępne, a wiele z nich zostało udostępnionych dzięki Projektowi Gutenberg.
Baum został pochowany w Forest Lawn Memorial Park Cemetery, w Glendale w Kalifornii.

### Pseudonimy
Baum używał wielu pseudonimów w niektórych z powieści nie rozgrywających się w Krainie Oz:
- Akers (seria The Boy Fortune Hunters)
- Capt. Hugh Fitzgerald
- Edith Van Dyne (seria Aunt Jane’s Nieces)
- Floyd Akers (seria Sam Steele)
- John Estes Cooke
- Laura Bancroft (Twinkle and Chubbins, Policeman Bluejay)
- Suzanne Metcalf (Annabel)
- Schuyler Staunton (Daughters of Destiny)

## Polityka
Baum jest autorem kilku artykułów dla Saturday Pioneer, w których głosił, że tubylczy Amerykanie powinni być wytępieni. Po masakrze nad Wounded Knee 29 grudnia 1890 napisał kolejny tekst, powtarzający jego wcześniejsze opinie i krytykujący rząd za niepodjęcie bardziej drastycznych środków. Oba artykuły są jedynymi znanymi przykładami, w których Baum wyraża tego typu poglądy, chociaż niektóre z jego książek, w tym dwie z serii Oz były krytykowane za utrwalanie rasistowskich stereotypów o afroamerykanach.

## Twórczość

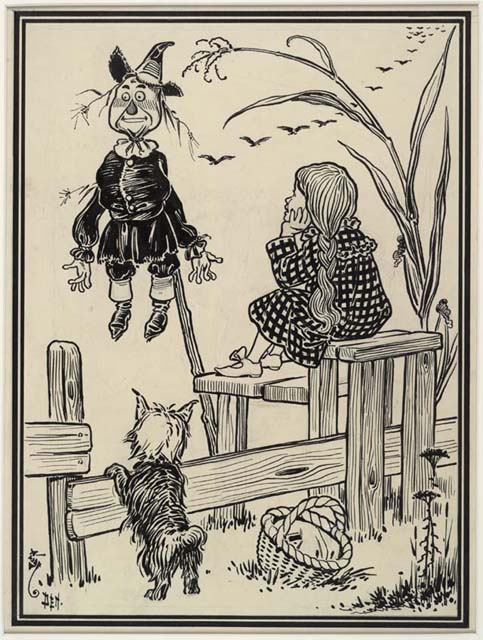
Dorota i Strach na Wróble – ilustracja do wydania „Czarnoksiężnika z Oz” z 1900 r.

### Książki związane z Krainą Oz
- Czarnoksiężnik z Krainy Oz (1900). Chicago, New York, George M. Hill Company. LC 03032405.
- W krainie czarnoksiężnika Oza The Marvelous Land of Oz (1904). Chicago, Reilly and Britton Company. LC 04017928.
- Dorota u króla gnomów Ozma of Oz (1907). Chicago, Reilly and Britton Company. LC 07024773.
- Dorota i Oz znowu razem Dorothy and the Wizard in Oz (1908). Chicago, Reilly and Britton Company. LC 08020022.
- The Road to Oz (1909) Chicago, Reilly and Britton Company. LC 09019832
- The Emerald City of Oz (1910). Chicago, Reilly and Britton Company. LC 10025680
- The Patchwork Girl of Oz. (1913). Chicago, Reilly and Britton Company.
- Tik-Tok of Oz (1914). Chicago, Reilly and Britton Company. LC 14012287
- The Scarecrow of Oz (1915). Chicago, Reilly and Britton Company.
- Rinkitink in Oz (1916). Chicago, Reilly and Britton Company. LC 16014719
- The Lost Princess of Oz (1917). Chicago, Reilly and Britton Company. LC 17016754
- The Tin Woodman of Oz (1918). Chicago, Reilly and Britton Company.
- Czary w Krainie Oz The Magic of Oz (1919). Chicago, Reilly and Lee Company. LC 19015894
- Glinda of Oz (1920). Chicago, Reilly and Lee Company. LC 20017681

### Pozostałe książki
- Mother Goose in Prose (1897)
- Father Goose, His Book (1899)
- Songs of Father Goose (1900)
- Dot and Tot of Merryland (1901)
- The Life and Adventures of Santa Claus (1902)
- The Magical Monarch of Mo (1903)
- Queen Zixi of Ix (1905)
- John Dough and the Cherub (1906)
- The Sea Fairies (1911)
- Sky Island (1912)

## Utwory oparte na twórczości Bauma

### Filmy
Na kanwie książki powstało wiele filmów, fabularnych, seriali i animowanych, w różnych konwencjach. Były to m.in.:
- Czarnoksiężnik z Oz(inne języki) (1925)
- Czarnoksiężnik z Oz (1939 prod. USA, w roli głównej Judy Garland)
- Czarnoksiężnik z krainy Oz (1978 musical prod. USA, obsada, m.in. Diana Ross, Michael Jackson)
- W krainie czarnoksiężnika Oza (serial animowany prod. polskiej 1983–1989)

Nawiązując do jednej z legend o Baumie, kiedy wytwórnia filmowa MGM zaczynała kupować kostiumy do filmu Czarnoksiężnik z Krainy Oz, kupili używane stroje od kupców z Hollywood. Aktor Frank Morgan, który grał czarnoksiężnika, dostał stary płaszcz, w podszyciu którego znalazł plakietkę, mówiącą: Własność L. Franka Bauma. Po wprowadzeniu filmu na ekrany kin MGM podkreślała to zdarzenie jako prawdziwą historię.

### Komiksy
Powieści L. F. Bauma cieszyły się również zainteresowaniem twórców komiksów. W 1975 Marvel i DC wydali MGM’s Marvelous Wizard of Oz.
Na podstawie książek Bauma w 2005 we Francji wydawnictwo Delcourt wydało komiks pod tym samym tytułem The Wonderful Wizard of Oz. Scenariusz napisał David Chauvel a zilustrował Enrique Fernandez. Komiks ten nakładem Imace Comics w 2007 pojawił się w USA.
W 2009 Skottie Young stworzył adaptację powieści dla wydawnictwa Marvel Comics. Scenariusz napisał Eric Shanower. Tworzyli również adaptację The Marvelous Land of Oz, Ozma of Oz, Dorothy and the Wizard in Oz, Road to Oz, Emerald City of Oz.

### Książki inspirowane przezCzarnoksiężnika
Radziecki pisarz Aleksander Wołkow wydał w 1939 swoją adaptację Czarnoksiężnika, a potem ciąg dalszy – serię oryginalnych książek.
Gregory Maguire, pisarz amerykański w 1995 wydał powieść „Wicked: the life and times of the Wicked Witch of the West”, która opowiada dzieje Złej Wiedźmy Zachodu. W książce pojawiają się także inne postacie z powieści Bauma, w tym także Dobra Wróżka Północy – Galinda, która, jak się okazuje, była kiedyś szkolną przyjaciółką Elphaby, przyszłej Złej Wiedźmy Zachodu. W 2003 powstał musical broadwayowski o tym samym tytule.